# Tallone
Tallone ist eine französische Gemeinde auf der Insel Korsika. Sie gehört zur gleichnamigen Region, zum Département Haute-Corse, zum Arrondissement Corte und zum Kanton Ghisonaccia. Die Bewohner nennen sich Talluninchi.

## Geografie
Tallone liegt im Westen des korsischen Gebirges und grenzt im Osten an das Tyrrhenische Meer und wird dort von zwei kleinen Strandseen, dem Étang de Terrenzana und dem Étang de Diana auf der Südseite flankiert. Im Flachland verläuft die Route nationale 198. Nachbargemeinden sind Tox und Linguizzetta im Norden, Aléria und Antisanti im Süden sowie Pancheraccia, Pietraserena und Zalana im Westen.

## Bevölkerungsentwicklung
| Jahr      | 1962 | 1968 | 1975 | 1982 | 1990 | 1999 | 2008 | 2017 |
| --------- | ---- | ---- | ---- | ---- | ---- | ---- | ---- | ---- |
| Einwohner | 215  | 433  | 637  | 474  | 469  | 302  | 311  | 315  |

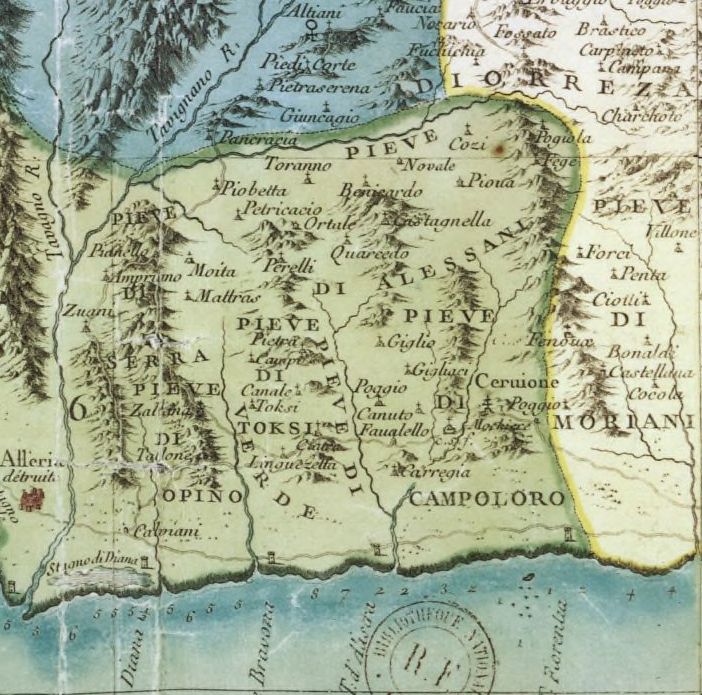
Militärische Landkarte aus dem Jahr 1768
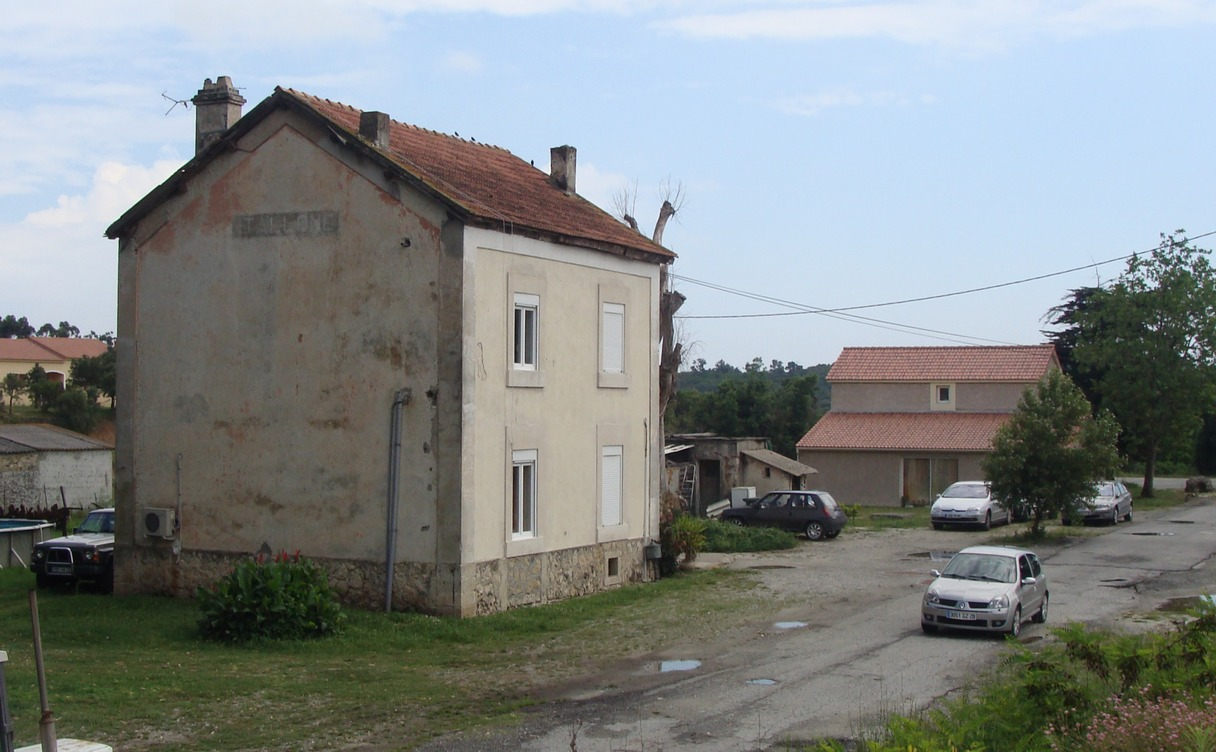
Ehemaliger Bahnhof von Tallone
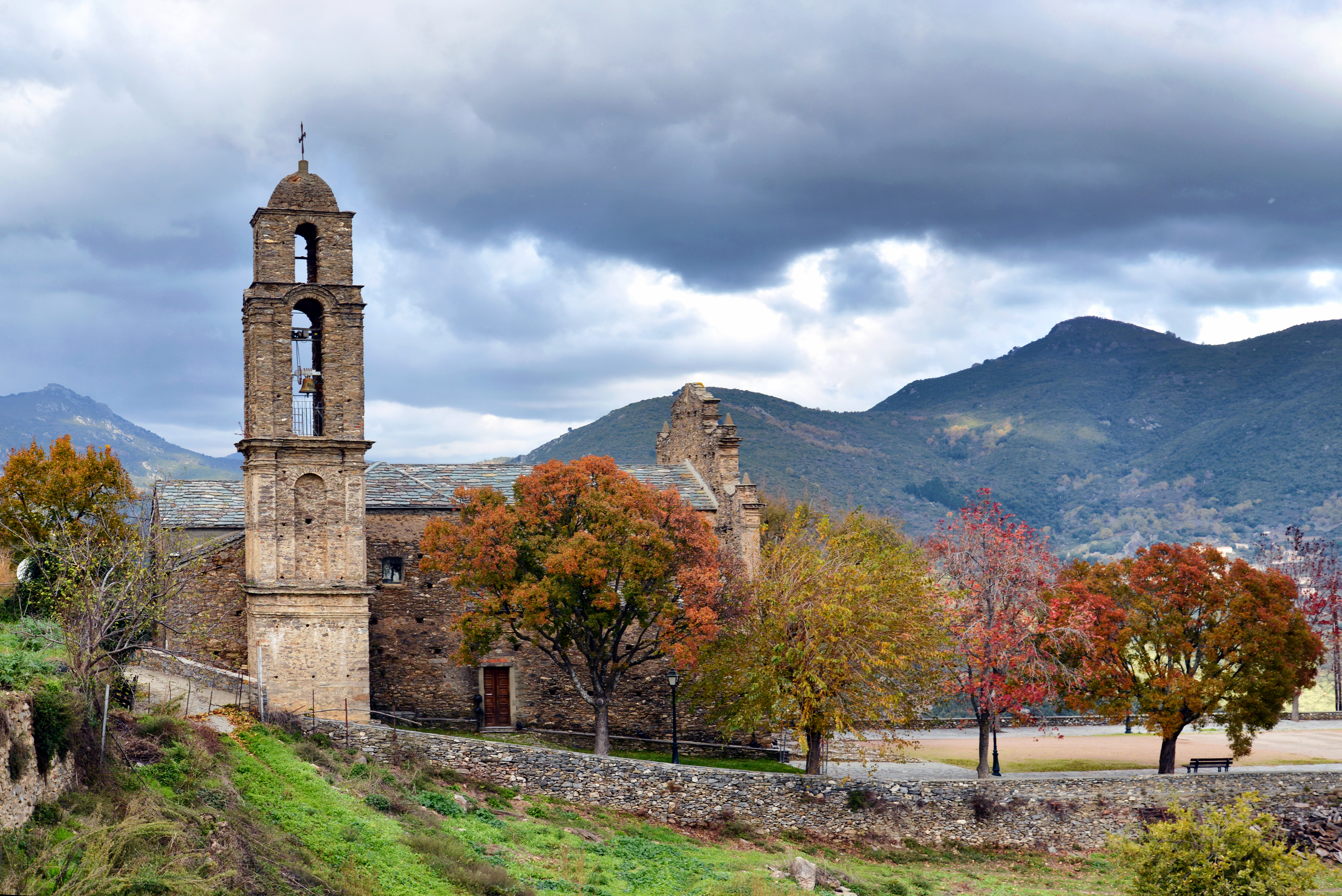
Kirche Saint-Césaire
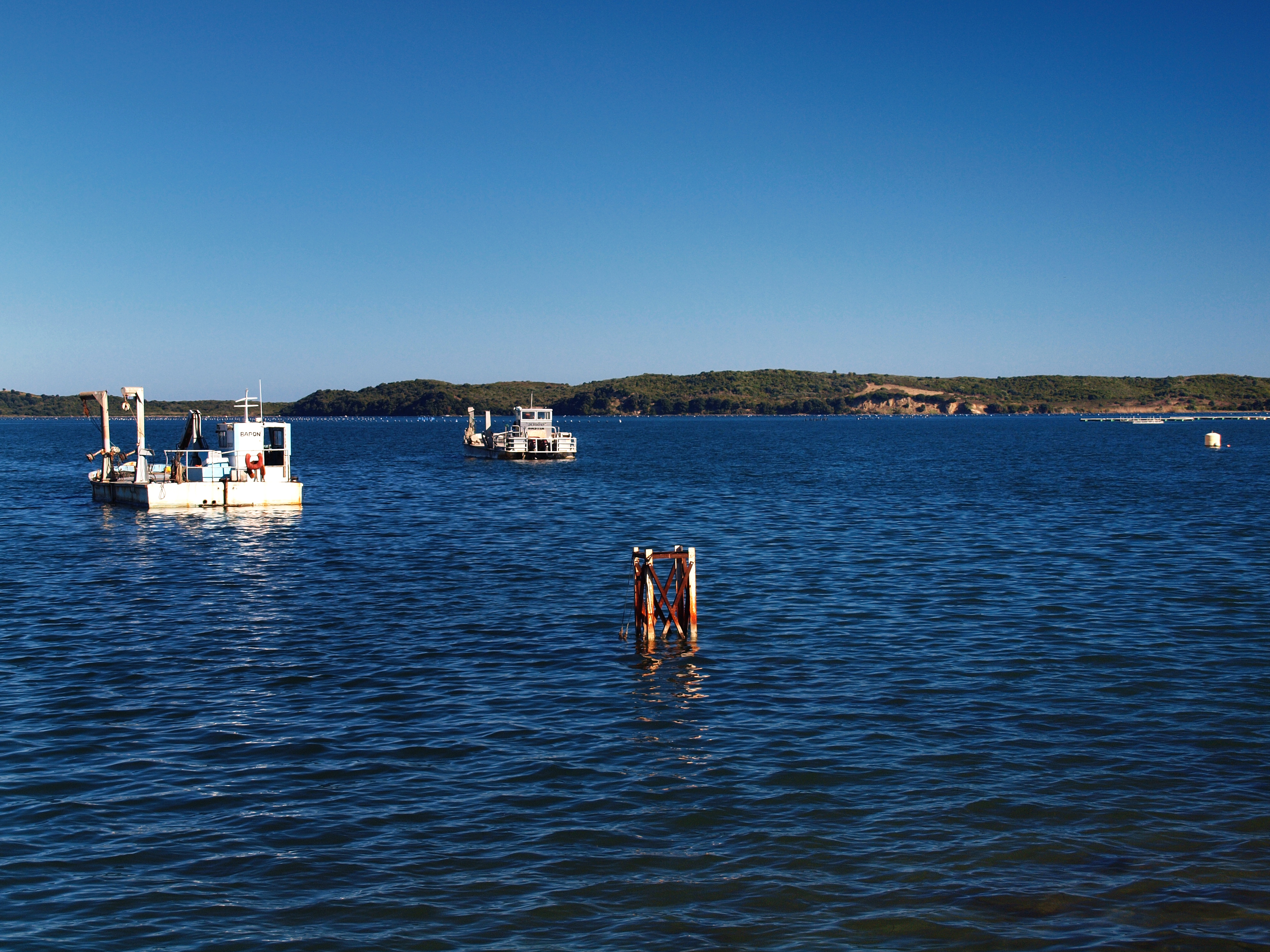
Étang de Diana
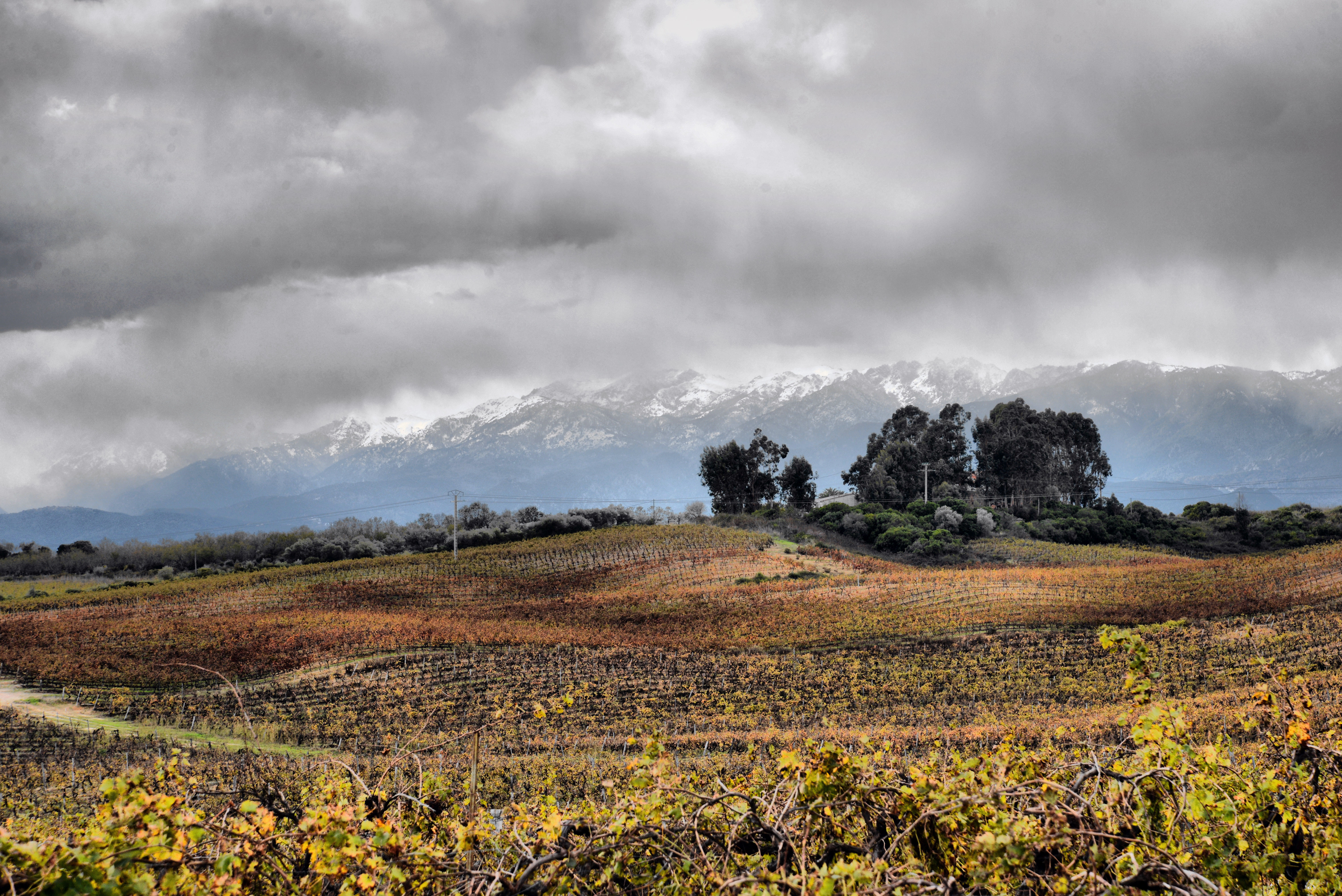
Weinbaugebiet